# Azahara Muñoz
Azahara Muñoz, née le 19 novembre 1987 à Malaga en Espagne, est une golfeuse espagnole. Quatre fois membre de l'équipe européenne de Solheim Cup, elle a remporté cinq tournois sur le circuit européen et un sur le circuit LPGA.

## Carrière sportive
Native de Malaga en Espagne, Azahara Muñoz remporte le titre de championne d'Espagne amateur en 2002. Elle intègre ensuite l'Université d'État de l'Arizona. En juillet 2009, elle remporte l'or en individuel et par équipes lors des Jeux méditerranéens de 2009. Cette année-là, deux semaines après être officiellement devenue professionnelle, elle remporte en octobre le Madrid Ladies Masters, tournoi du Ladies European Tour, ce qui lui garantit une présence sur ce circuit pour les trois saisons suivantes.
Ayant également obtenu sa carte pour 2010 au LPGA Tour, elle en est la rookie de la saison. Sur ce circuit, elle obtient une victoire en 2012 au Sybase Match Play Championship.
Sur le circuit européen, elle remporte en 2013 et 2014 le Lacoste Ladies Open de France. Elle s'impose également deux années consécutives (2016 et 2017) au Andalucía Costa del Sol Open de España.
Participant à deux reprises aux Jeux olympiques, elle termine 21e des Jeux olympiques de Rio puis 50e des Jeux olympiques de Tokyo.
Par équipes, elle est sélectionnée à quatre reprises pour la Solheim Cup qu'elle remporte en 2011, 2013 et 2019.

## Vie personnelle
Mariée depuis 2015 à Tim Vickers, le couple a un enfant né en février 2022,. Elle révèle en 2018 être atteinte de la thyroïdite de Hashimoto.

## Palmarès

### LPGA Tour
- 2012 : Sybase Match Play Championship

### Ladies European Tour
- 2009 : Madrid Ladies Masters
- 2013 : Lacoste Ladies Open de France
- 2014 : Lacoste Ladies Open de France
- 2016 : Andalucía Costa del Sol Open de España
- 2017 : Andalucía Costa del Sol Open de España

### Solheim Cup
- Victoires avec l'Europe en 2011, 2013 et 2019